# ГЕС Chenaux
ГЕС Chenaux – гідроелектростанція на кордоні канадських провінцій Онтаріо та Квебек. Знаходячись між ГЕС Bryson (вище по течії) та ГЕС Chute-des-Chats, входить до складу каскаду на Оттаві, яка впадає ліворуч до річки Святого Лаврентія (дренує Великі озера).
В межах проекту Оттаву на початку острова Малий Лімерик перекрили бетонними гравітаційними греблями Portage du Fort (висота 21 метр, довжина 505 метрів) та Chenaux (висота 29 метр, довжина 423 метри). Разом ці споруди утримують водосховище з площею поверхні 17,3 км2 та об’ємом 169 млн м3.
Інтегрований у правобережну греблю Chenaux машинний зал у 1950-1951 роках обладнали вісьмома гідроагрегами загальною потужністю 143,7 МВт, які використовують напір у 11,6 метра.